# Ingrid Gärde Widemar
Ingrid Gärde Widemar, född Gärde den 24 mars 1912 i Jönköpings västra församling, död 2 januari 2009 i Katarina församling, Stockholms län, var en svensk advokat, domare och politiker (folkpartist).
Ingrid Gärde Widemar avlade juris kandidatexamen vid Stockholms högskola 1936, var tingsnotarie i Stockholms rådhusrätt 1936–1939, amanuens och tillföordnad assessor 1940–1944 och blev tillförordnad fiskal i Svea hovrätt 1940. Hon drev egen advokatrörelse från 1945 och blev ledamot av Sveriges advokatsamfund 1948. Ingrid Gärde Widemar var justitieråd 1968–1977, den första kvinnan i Högsta domstolen.
Ingrid Gärde Widemar var riksdagsledamot i andra kammaren för Stockholms stads valkrets åren 1949–1952 samt i första kammaren 1954–1960 och därefter på nytt i andra kammaren 1961–1968. Som politiker var hon starkt engagerad i jämställdhetsfrågor. Med boken Hatt och huva (1945) skapade hon uppmärksamhet kring hindren för kvinnor att få offentlig anställning, och hon arbetade också för särbeskattning och för gifta kvinnors rätt att behålla sitt efternamn.
År 2005 utgav Olle Nilsson och Brita Åsbrink boken Stjärna på en liberal himmel! (Atlantis), en biografi över Ingrid Gärde Widemar. Hon avled 2009. En runa över henne författad av ordföranden i Högsta Domstolen Johan Munck publicerades i Svenska Dagbladet den 25 januari 2009.
Ingrid Gärde Widemar var dotter till justitierådet och politikern Natanael Gärde. Hon var gift två gånger: första gången från 1938 med juristen Sven M. Widemar och andra gången 1962–1980 med docent Lars Preber.